# لويز ملكة بلجيكا
لويز ملكة بلجيكا (بالفرنسية: Louise Marie Thérèse Charlotte Isabelle d'Orléans)‏ (3 أبريل 1812 - 11 أكتوبر 1850) شغلت منصب ملكة بلجيكا عندما كانت متزوجة من ليوبولد الأول ملك بلجيكا من 9 أغسطس 1832 حتى وفاتها في 11 أكتوبر 1850 عن عمر يناهز 38 سنة.